# Charles Immanuel Forsyth Major
Charles Immanuel Forsyth Major (Glasgow, 15 agosto 1843 – Monaco di Baviera, 25 marzo 1923) è stato uno zoologo e paleontologo svizzero.
Forsyth Major viaggiò in Madagascar (1894-96) e in Italia.